# Cuq (Tarn)
 Cuq  es una población y comuna francesa, ubicada en la región de Mediodía-Pirineos, departamento de Tarn, en el distrito de Castres y cantón de Vielmur-sur-Agout.

## Demografía
| 373 | 322 | 325 | 386 | 414 | 436 |
| Para los censos de 1962 a 1999 la población legal corresponde a la población sin duplicidades (Fuente: INSEE [Consultar]) |     |     |     |     |     |